# Ania z Zielonego Wzgórza: Dalsze losy
Ania z Zielonego Wzgórza: Dalsze losy (ang. Anne of Green Gables: The Continuing Story) – kanadyjski film telewizyjny z 2000 roku, którego premiera miała miejsce w roku 2002.
Film jest kontynuacją filmów Ania z Zielonego Wzgórza z 1985 roku oraz Ania z Zielonego Wzgórza: Dalsze dzieje z 1987 roku. W odróżnieniu jednak od tych filmów nie jest adaptacją powieści Lucy Maud Montgomery.

## Fabuła
I połowa XX wieku. Anne Shirley Blythe wraz ze swoim mężem Gilbertem mieszka na Zielonym Wzgórzu wiodąc życie szczęśliwej mężatki. Wszystko zmienia się wraz z wybuchem I wojny światowej. Gilbert, kierując się poczuciem obowiązku zaciąga się do armii. Ania nie mogąc znieść rozstania z ukochanym udaje się za nim na front, gdzie zatrudnia się jako sanitariuszka...

## Obsada
- Megan Follows - Anne Shirley Blythe
- Jonathan Crombie - Gilbert Blythe
- Schuyler Grant - Diana Barry Wright
- Patricia Hamilton - Małgorzata Linde
- Greg Spottiswood - Fred Wright
- Cameron Daddo - Jack Garrison Jr.
- Douglas Campbell - Dr Powell
- Janet-Laine Green - Maud Montrose
- Martha Henry - Kit Garrison
- Barry Morse - Pan Winfield